# Sparsholt (Oxfordshire)
Pour les articles homonymes, voir Sparsholt.
Sparsholt est une paroisse civile et un village de l'Oxfordshire, en Angleterre.